# Pedro Mendinueta y Múzquiz
Pedro Mendinueta y Múzquiz (Elizondo, 7 giugno 1736 – 1825) è stato un generale spagnolo di origine basca.
Dal 2 gennaio 1797 al 1803 fu viceré della Nuova Granada. Fu anche cavaliere dell'Ordine di Santiago, ed insignito della Grande Croce di Carlo III.

## Gioventù
Mendinueta iniziò la carriera militare come cadetto fante nel 1756. Giunse in America per la prima volta nel 1763, incaricato dell'organizzazione delle milizie di Cuba e Porto Rico. Tornò nel Nuovo Mondo nel 1782; nel 1783 fece parte dell'esercito di L'Avana. L'anno seguente andò in Nuova Spagna ove organizzò le milizie urbane e provinciali. Fece ritorno in Spagna nel 1789.

## Viceré della Nuova Granada
Il 1º gennaio 1796 fu nominato viceré della Nuova Granada, prendendo il posto di José Manuel de Ezpeleta. Ricevette il passaggio di consegne da Ezpeleta il 2 gennaio 1797 a Cartagena de Indias. Entrò nella capitale Santa Fe il 18 marzo 1797.
Durante il suo mandato fornì acqua alla parte occidentale di Santa Fe, attingendola dal Río del Arzobispo. Migliorò le comunicazioni con Tunja, Vélez, Carare ed altre città del nord, migliorando la rete stradale verso il Venezuela.
Favorì gli studi scientifici nel vicereame. Nel luglio 1801 ricevette, con grande interesse e stima, il barone Alexander von Humboldt, tedesco, e Aimé Bonpland, francese, che stavano viaggiando col permesso della corona spagnola per studiare la flora, la fauna e la geografia dei possedimenti nelle Americhe. La loro intenzione era anche quella di produrre una mappa del Sudamerica a nord del Rio delle Amazzoni. Una mappa del vicereame era una priorità per Mendinueta, che era convinto del fatto che molte delle opere che aveva in mente non fossero implementabili senza una maggiore conoscenza della geografia della colonia.
José Celestino Mutis chiese supporto economico al viceré per la costruzione di un osservatorio astronomico. L'osservatorio fu costruito sotto alla supervisione dell'architetto fra' Domingo de Petrés tra il 1802 e l'agosto del 1803. Mendinueta riuscì a farsi mandare dal re gli strumenti. Ordinò anche il quarto censimento della popolazione.
Nominò il dottor Miguel de Isla alla cattedra di medicina. Isla insegnò teoria anatomica e sezionò corpi presso l'ospedale San Juan, inglobando questa tecnica nell'insegnamento della medicina. Mendinueta ordinò anche a José Celestino Mutis di riorganizzare la facoltà di medicina. Questo progetto fu adottato dal governo coloniale nel 1804.
Mendinueta scrisse un esaustivo Memoria Sobre el Nuevo Reino de Granada (1803). Contestò la descrizione negativa della colonia fatta da uno dei suoi predecessori, l'arcivescovo Antonio Caballero y Góngora. L'opera, divisa in quattro parti (affari ecclesiastici, amministrazione, finanze ed esercito), è un importante descrizione della colonia all'inizio del XIX secolo, poco prima della guerra d'indipendenza. L'opera è stata recentemente pubblicata in spagnolo (ISBN 978-0-7734-6566-4, 2003).
Fronteggiò un'insurrezione dei neri francesi di Cartagena, che tentarono di uccidere il governatore della città, ed una dei nativi di Túquerres e Guaitarilla. Gli indiani si erano ribellati a causa della pressione fiscale e delle decime. I ribelli avevano ucciso il governatore e l'esattore fiscale. Mendinueta si impegnò anche per assoggettare le nuove tribù scoperte al giogo spagnolo, e riorganizzò il governo di Los llanos.
Suggerì la costruzione delle sedi vescovili di Santa Fe de Antioquia, Vélez e Los llanos, ma le richieste si persero nei percorsi burocratici. Disse che nei territori gestiti in precedenza dai gesuiti erano stati fatti pochi progressi dopo la loro espulsione del 1767. Mantenne buone relazioni con la Chiesa, ma non con l'Audiencia.
Tentò di aumentare la fornitura di medicine ai poveri, e riorganizzò l'ospedale di San Juan de Dios a Bogotà, effettuando un'ispezione mensile per assicurarsi che i poveri ricevessero le adeguate attenzioni. Si interessò allo stesso modo per altri ospedali della colonia. Nel 1801 prese importanti contromisure sanitarie per evitare una nuova epidemia di vaiolo.
Mendinueta aveva una reputazione di gran lavoratore e di uomo con idee avanzate. Studiò numerosi progetti per migliorare la colonia, alcuni dei quali non furono implementati. Le recenti guerre con britannici e francesi avevano colpito l'economia e favorito il contrabbando, e la tesoreria pubblica non fu in grado di seguire le sue idee. Come il predecessore Ezpeleta lavorò duro per combattere il contrabbando, ma con pochi risultati.
Supportò la fondazione della Sociedad Patriótica de Amigos del País. Il giornale El Correo Curioso apparve durante il suo mandato. Antonio Nariño, un precursore dell'indipendenza colombiana, tornò nella colonia con intenti insurrezionalistici. Mendinueta lo fece arrestare, violando una promessa di amnistia che gli era stata fatta (19 luglio 1797).

## Ritorno in Spagna
Quando terminò il mandato di Mendinueta, tornò in Spagna il 22 settembre 1803. Nel 1807 fu nominato capo ispettore dei servizi militari, membro del Consiglio Superiore di guerra e consigliere di stato. Fu fatto prigioniero durante l'invasione francese. Nel 1814 fu messo a capo del Consiglio Superiore di Guerra da re Ferdinando VII. Mendinueta si ritirò nel 1822, e morì nel 1825.